# Jo Mallon
Adriana Johanna „Jo” Mallon, także Bal (ur. 23 października 1905 w Goudzie, zm. 2 maja 1970 w Schiedam) – holenderska lekkoatletka, biegaczka średniodystansowa.
Podczas igrzysk olimpijskich w Amsterdamie (1928) odpadła w eliminacjach na 800 metrów – zajęła 4. miejsce w swoim biegu, a awans do finału dawało znalezienie się na jednej z trzech pierwszych pozycji.
Reprezentantka kraju w meczach międzypaństwowych.
Trzykrotna mistrzyni Holandii w biegu na 800 metrów (1928, 1929 i 1930).
Jej siostra Annie także uprawiała lekkoatletykę.

## Rekordy życiowe
- Bieg na 800 metrów – 2:34,2 (2 września 1928, Enschede) wynik ten był do 1933 roku rekordem Holandii[4]